# Клубово-гребінна борозна

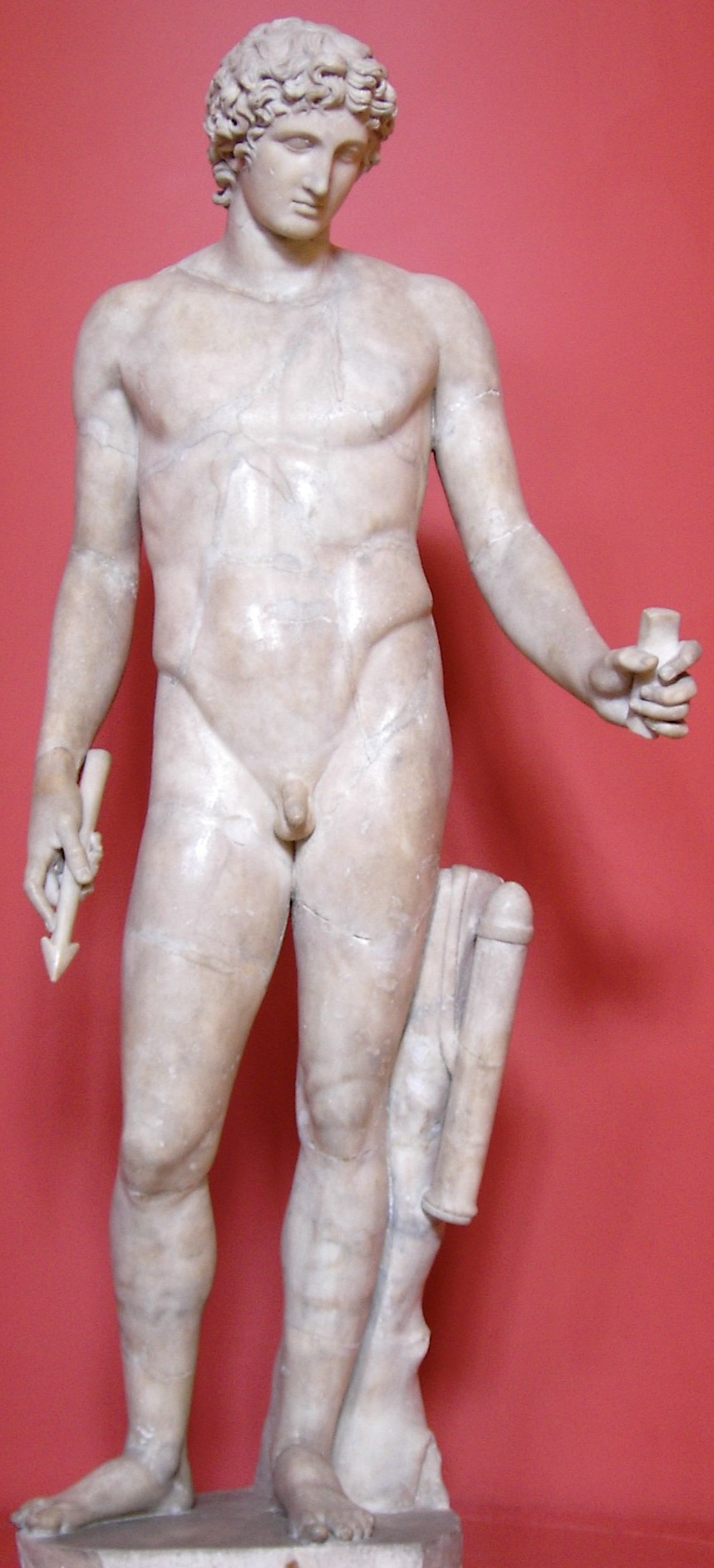
Аполлон («Адоніс Ченточелле»), римська копія давньогрецького оригіналу (Музей Ашмола). На торсі рельєфно виділені клубово-гребінні борозни

Клубово-гребінна борозна (лат. sulcus iliopectineus) — м'язова борозна, яка розташована між клубово-поперековим (латерально) і гребінчастим (медіально) м'язами. Дві клубово-гребінні борозни йдуть від клубового гребеня униз до лобка і продовжуються дистально у стегнові борозни.
Добре помітні при розвинутій мускулатурі, клубово-гребінні борозни отримали назву «пояса Аполлона» — на честь давньогрецького бога, образ якого часто слугував ідеалом чоловічої вроди. У цьому значенні вислів «пояс Аполлона» (англ. Apollo's Belt) поширений на Заході у середовищі бодибілдерів та їхніх шанувальників. Рідше зустрічається термін «пояс Адоніса» (Adonis Belt) — на честь гарного юнака, коханця Афродіти.